# Adam Hochschild
Adam Hochschild, född 1942 i New York, är en amerikansk författare och journalist.
Hochschild arbetade några år som reporter på en dagstidning innan han började skriva och vara redaktör för magasinet Ramparts. I mitten på 1970-talet var han en av grundarna till magasinet Mother Jones.
Hochschilds första bok var memoarboken Half the Way Home: a Memoir of Father and Son (1986), i vilken han beskriver sin svåra relation till sin far. Senare har han givit ut bland annat The Mirror at Midnight: a South African Journey (1990), The Unquiet Ghost: Russians Remember Stalin (1994), Finding the Trapdoor: Essays, Portraits, Travels (1997), som är en samling med hans essäer och reportage och King Leopold's Ghost: A Story of Greed, Terror, and Heroism in Colonial Africa (1998), en historia om erövringen och kolonisationen av Kongostaten av Leopold II av Belgien. Boken Bury the Chains: Prophets and Rebels in the Fight to Free an Empire's Slaves, gavs ut 2005 och handlar om kampen mot slavhandeln i Brittiska imperiet.
Hochschild har även skrivit för The New Yorker, Harper's Magazine, The New York Review of Books, The New York Times och The Nation.